# Gil Soriguera
Gil Soriguera Aulès (Reus, segle xix - 1837) va ser fill de l'apotecari Antoni Soriguera Crehuet i germà del periodista i polític Pere Soriguera.
Era estudiant a Reus, i s'ajuntà amb una colla que aprofitant els temps revoltats de la Primera Guerra Carlina, es dedicava a robar per les masies i a violar. Va ser detingut l'1 de maig de 1837, amb un company seu anomenat Jover, natural de Valls. Un dietari d'un menestral contemporani, Antoni Pons Anguera, explica els fets: "Cojieron los artilleros nacionales que estaban de guardia al cuartelillo a dos que robaban y violaban, segun dijeron unos, al primer barranco del camino que va al Aleixar" Explica que un es deia Gil Soriguera, "hijo del señor Antonio Soriguera, boticario en la plaza del Castillo", i l'altre era un desertor dels Miquelets. En ser presentats al jutge ho van negar tot, però alguns testimonis els van reconèixer i van explicar robatoris que havien fet als pobles veïns, aprofitant la confusió dels atacs carlins. Va declarar també una noia de 15 o 16 anys i va dir que encara no feia una hora que va ser violada pels dos subjectes. Tancats a la presó, van ser afusellats el dia 3 de maig a la plaça del Quarter de cavalleria. El narrador dels fets diu que van tenir molta valentia a davant del suplici. Quan ja estaven agenollats, Soriguera es va aixecar i va demanar perdó pels seus actes. El metge i director del Museu de Reus, Salvador Vilaseca explica que aquests afusellaments i d'altres ocorreguts els dies anteriors van lligats amb l'entrada a Reus el 26 d'abril de comandant liberal Francesc Bellera, que va voler rellevar del seu càrrec, detenir i afusellar al coronel de la plaça de Reus José Domingo de Vidarte, per la seva passivitat davant les incursions carlines. Bellera no se'n va sortir, i va marxar cap a Tarragona. Pel camí, un oficial dels batallons de Bellera va ser ferit de mort per un soldat del quarter de Reus, que va ser immediatament detingut i afusellat. Francesc Bellera no va poder entrar a Tarragona, i es retirà. El militar reusenc José Domingo de Vidarte, ressentit per tots aquests fets, va aplicar mà dura a totes les infraccions i delictes de la ciutat durant un temps. I d'aquí l'afusellament de Soriguera i el seu company, tot i els delictes que havien comès que no mereixien segons les lleis de l'època, l'afusellament.